# Belleville (Meurthe-et-Moselle)
Pour les articles homonymes, voir Belleville.
Belleville est une commune française urbaine, située dans le département de Meurthe-et-Moselle en région Grand Est. Ses habitants sont les Bellevillois.

## Géographie

### Site et situation
Belleville fait partie du parc naturel régional de Lorraine. L'altitude moyenne de la commune est à 200 mètres.
Les communes les plus proches sont Autreville-sur-Moselle, Bezaumont, Marbache, Millery et Ville-au-Val. Les villes les plus proches de Belleville sont Nancy, située à 15 kilomètres environ vers le sud, et Pont-à-Mousson vers le nord.
Les cours d'eau de la commune sont la rivière Moselle et les forêts sont à proximité.
|           | Dieulouard | Autreville-sur-Moselle |
| Saizerais | Belleville | Millery                |
|           | Marbache   |                        |

### Hydrographie
La commune est dans le bassin versant du Rhin au sein du bassin Rhin-Meuse. Elle est drainée par la Moselle et la Moselle canalisée,.
La Moselle, d'une longueur totale de 560 kilomètres dont 314 kilomètres en France, prend sa source dans le massif des Vosges au col de Bussang et se jette dans le Rhin à Coblence en Allemagne. Les caractéristiques hydrologiques de la Moselle sont données par la station hydrologique située sur la commune de Custines. Le débit moyen mensuel est de 109 m3/s. Le débit moyen journalier maximum est de 1 740 m3/s, atteint lors de la crue du 10 avril 1983. Le débit instantané maximal est quant à lui de 2 000 m3/s, atteint le même jour.
la Moselle canalisée est un canal, chenal non navigable de 135 km qui relie la commune de Dieulouardà celle de Kœnigsmacker où il se jette dans la Moselle. 

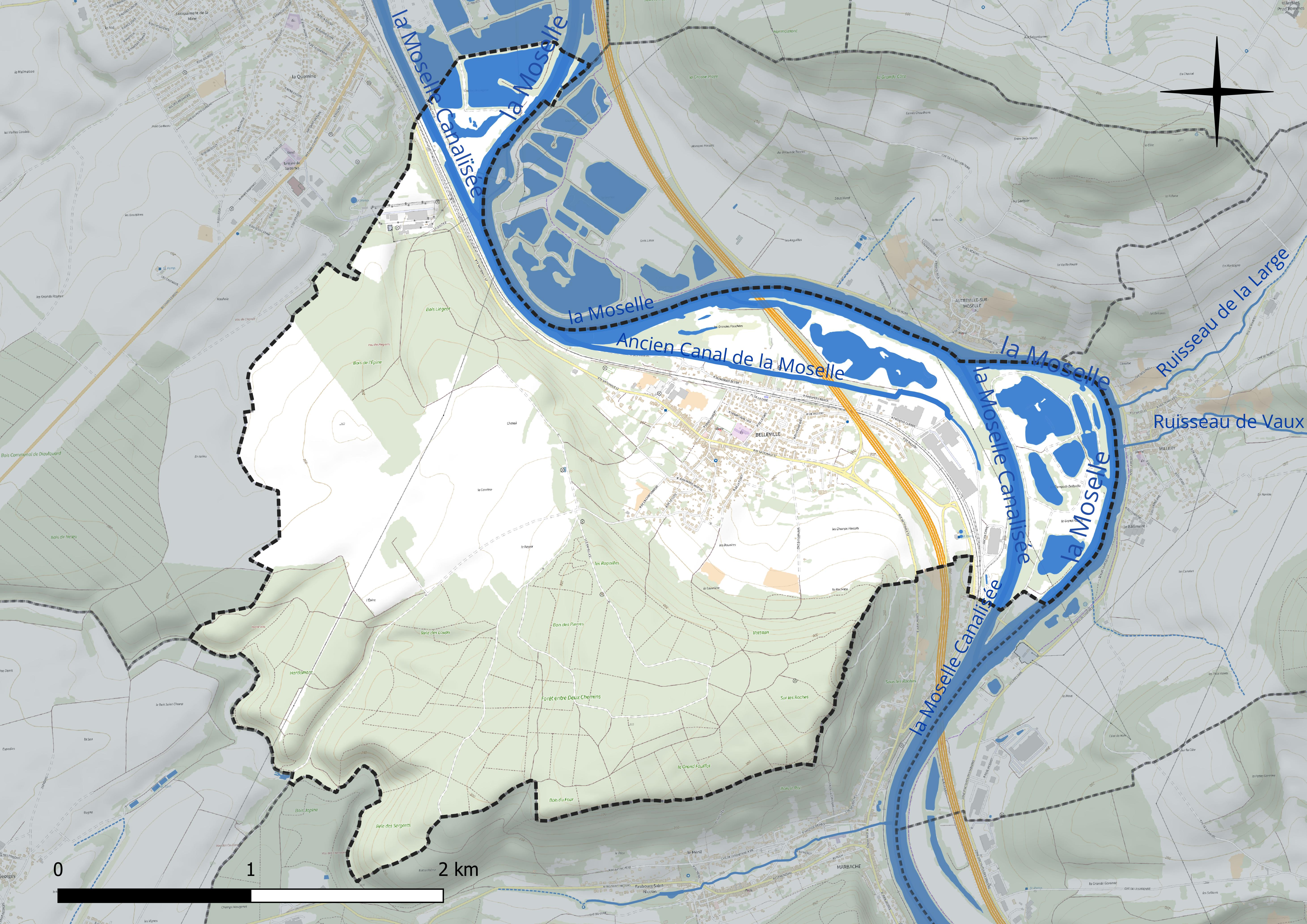
Réseau hydrographique de Belleville.

### Climat
Pour des articles plus généraux, voir Climat du Grand Est et Climat de Meurthe-et-Moselle.
En 2010, le climat de la commune est de type climat des marges montargnardes, selon une étude du Centre national de la recherche scientifique s'appuyant sur une série de données couvrant la période 1971-2000. En 2020, Météo-France publie une typologie des climats de la France métropolitaine dans laquelle la commune est exposée à un climat semi-continental et est dans la région climatique  Lorraine, plateau de Langres, Morvan, caractérisée par un hiver rude (1,5 °C), des vents modérés et des brouillards fréquents en automne et hiver. 
Pour la période 1971-2000, la température annuelle moyenne est de 9,9 °C, avec une amplitude thermique annuelle de 16,8 °C. Le cumul annuel moyen de précipitations est de 798 mm, avec 12,3 jours de précipitations en janvier et 9 jours en juillet. Pour la période 1991-2020, la température moyenne annuelle observée sur la station météorologique de Météo-France la plus proche, « Nancy-Essey », sur la commune de Tomblaine à 17 km à vol d'oiseau, est de 11,0 °C et le cumul annuel moyen de précipitations est de 746,3 mm. 
La température maximale relevée sur cette station est de 40,1 °C, atteinte le 24 juillet 2019 ; la température minimale est de −24,8 °C, atteinte le 21 février 1956,,. 
Les paramètres climatiques de la commune ont été estimés pour le milieu du siècle (2041-2070) selon différents scénarios d'émission de gaz à effet de serre à partir des nouvelles projections climatiques de référence DRIAS-2020. Ils sont consultables sur un site dédié publié par Météo-France en novembre 2022.

## Urbanisme

### Typologie
Au 1er janvier 2024, Belleville est catégorisée bourg rural, selon la nouvelle grille communale de densité à sept niveaux définie par l'Insee en 2022.
Elle appartient à l'unité urbaine de Nancy, une agglomération intra-départementale regroupant 28  communes, dont elle est une commune de la banlieue,,. Par ailleurs la commune fait partie de l'aire d'attraction de Nancy, dont elle est une commune de la couronne,. Cette aire, qui regroupe 353 communes, est catégorisée dans les aires de 200 000 à moins de 700 000 habitants,.

### Occupation des sols
L'occupation des sols de la commune, telle qu'elle ressort de la base de données européenne d’occupation biophysique des sols Corine Land Cover (CLC), est marquée par l'importance des forêts et milieux semi-naturels (47,4 % en 2018), une proportion identique à celle de 1990 (47,4 %). La répartition détaillée en 2018 est la suivante : forêts (47,4 %), terres arables (22,4 %), zones urbanisées (7,8 %), eaux continentales (6,7 %), zones humides intérieures (6 %), zones industrielles ou commerciales et réseaux de communication (4,2 %), prairies (2,9 %), cultures permanentes (2,6 %). L'évolution de l’occupation des sols de la commune et de ses infrastructures peut être observée sur les différentes représentations cartographiques du territoire : la carte de Cassini (XVIIIe siècle), la carte d'état-major (1820-1866) et les cartes ou photos aériennes de l'IGN pour la période actuelle (1950 à aujourd'hui).

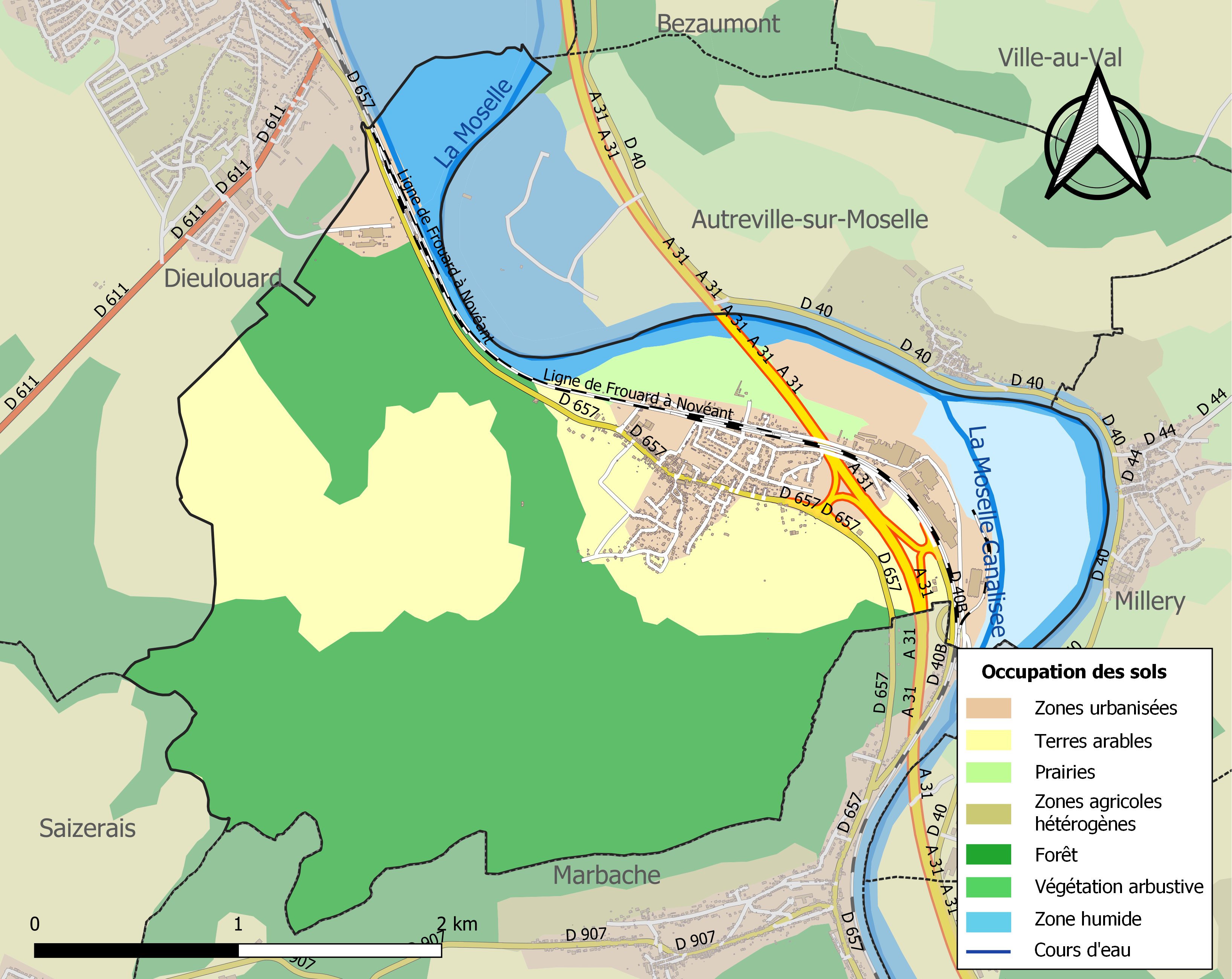
Carte des infrastructures et de l'occupation des sols de la commune en 2018 (CLC).

### Risques naturels
La commune est soumise aux risques d'inondations, de mouvements de terrain, au risque industriel et au risque de séisme zone de sismicité 1.

## Toponymie
La commune s'est nommée : Busnei villa en 932 et Bella villa en 948.
Il s'agit d'une Bella Villa, un « beau domaine ».

## Histoire
Belleville dépendait de Scarpone (cité antique sur le territoire actuel de Dieulouard), puis du diocèse de Toul.
Jusqu'en 1994, date du décret portant déclassement du canal latéral à la Moselle, le territoire Nord e la commune était traversé par un recoupement latéral à la Moselle de la Moselle canalisée, depuis le barrage jusqu'à l'ancienne écluse n°5.

## Politique et administration

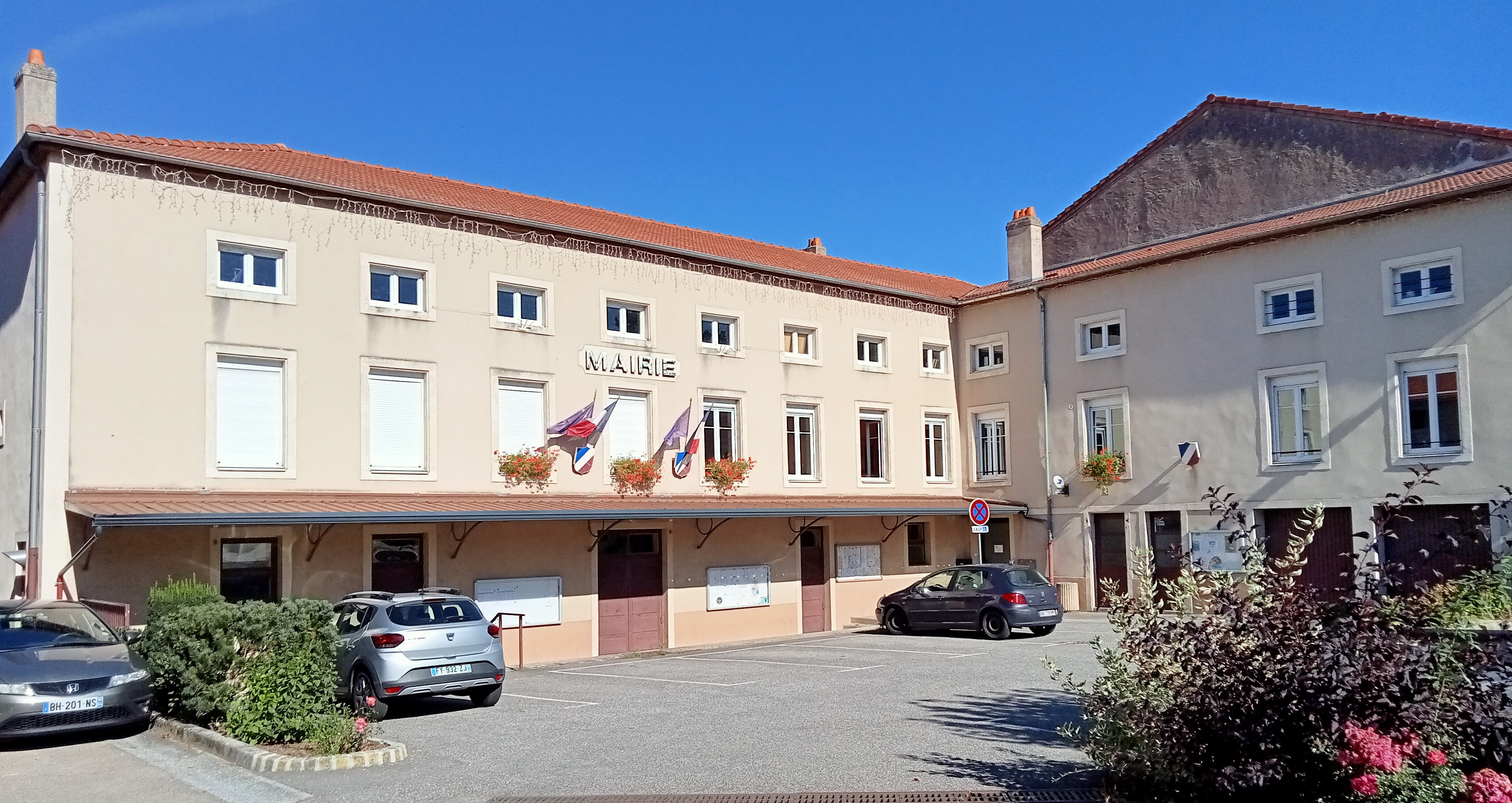
La mairie de Belleville.

## Population et société

### Démographie
L'évolution du nombre d'habitants est connue à travers les recensements de la population effectués dans la commune depuis 1793. Pour les communes de moins de 10 000 habitants, une enquête de recensement portant sur toute la population est réalisée tous les cinq ans, les populations de référence des années intermédiaires étant quant à elles estimées par interpolation ou extrapolation. Pour la commune, le premier recensement exhaustif entrant dans le cadre du nouveau dispositif a été réalisé en 2007.

En 2022, la commune comptait 1 503 habitants, en évolution de +4,96 % par rapport à 2016 (Meurthe-et-Moselle : −0,13 %, France hors Mayotte : +2,11 %).
| 1793 | 1800 | 1806 | 1821 | 1831 | 1836 | 1841 | 1846 | 1851 |
| ---- | ---- | ---- | ---- | ---- | ---- | ---- | ---- | ---- |
| 399  | 387  | 479  | 468  | 481  | 526  | 501  | 504  | 516  |

| 1856 | 1861 | 1872 | 1876 | 1881 | 1886 | 1891 | 1896 | 1901 |
| ---- | ---- | ---- | ---- | ---- | ---- | ---- | ---- | ---- |
| 488  | 487  | 496  | 484  | 444  | 450  | 448  | 447  | 475  |

| 1906 | 1911 | 1921 | 1926 | 1931 | 1936 | 1946 | 1954  | 1962  |
| ---- | ---- | ---- | ---- | ---- | ---- | ---- | ----- | ----- |
| 456  | 574  | 674  | 812  | 891  | 884  | 922  | 1 070 | 1 281 |

| 1968  | 1975  | 1982  | 1990  | 1999  | 2006  | 2007  | 2012  | 2017  |
| ----- | ----- | ----- | ----- | ----- | ----- | ----- | ----- | ----- |
| 1 225 | 1 176 | 1 163 | 1 276 | 1 280 | 1 461 | 1 487 | 1 423 | 1 441 |

| 2022  | - | - | - | - | - | - | - | - |
| ----- | - | - | - | - | - | - | - | - |
| 1 503 | - | - | - | - | - | - | - | - |

## Culture locale et patrimoine

### Lieux et monuments

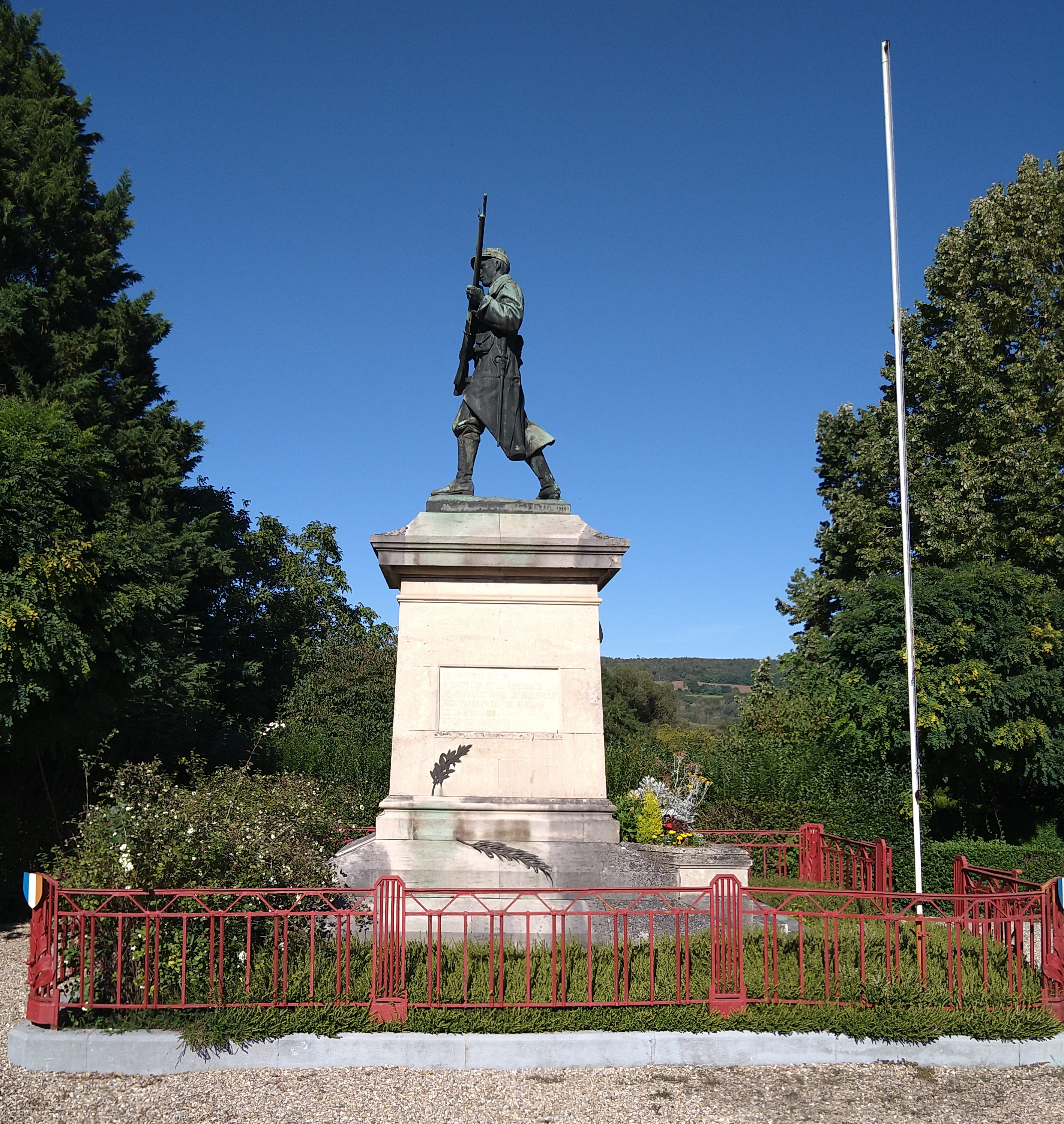
Monument aux morts,
le soldat face à l'ennemi.

- Ruines du donjon XIIIe siècle/XIVe siècle.

#### Le monument aux morts
L'endroit précis d'érection du monument correspond sensiblement au point d'avance ultime des armées allemandes le 7 septembre 1914 comme en témoigne l'inscription ci-dessus. Ce fait explique que la statue "tourne" le dos au village.
Il semble également que la statue du monument représente monsieur Chaulassel Raymond, ancien poilu et certainement ancien habitant du village. Le monument a été inauguré le 28 juin 1925 et doit son élévation à l'initiative de Norbert Variot, ancien maire, qui joignit sa contribution financière à celle des habitants. Le soldat est représenté vêtu de l'uniforme de 1914.

#### L'hôpital militaire
Pendant la Grande Guerre, Belleville, proche du front, connut la présence d’un hôpital militaire pendant une bonne partie du conflit, notamment pendant la seconde période de la terrible bataille du Bois le Prêtre sur les hauteurs de Pont-à-Mousson et Montauville.
Cet hôpital a réellement fonctionné à partir du 6 mai 1915. Il était installé au centre du village, le long de la ligne de chemin de fer Nancy-Metz. Bien qu’il ait occupé en partie le château Variot, propriété de Norbert Variot le maire de l'époque, et mairie actuelle en 2009, il était essentiellement constitué de baraquements en bois permettant de dispenser des soins à 700 blessés, dont 200 couchés et 500 assis suivant les termes de l’époque. Cet hôpital dépendait directement des services sanitaires de la 73 DI du général Lebocq et était placé, comme toutes les unités du service de santé de la 73e, sous le contrôle du médecin divisionnaire, le docteur Viela.
Au début du conflit, les formations sanitaires divisionnaires étaient constituées d’un groupe de brancardiers doté de trois ambulances hippomobiles et de deux sections d’hospitalisation. En janvier 1915, le QG, le groupe des brancardiers, l’Ambulance no 1, et la Section d’Hospitalisation no 1 sont à Manonville, l’A2 à Avrainville, l’A3 à Martincourt, la SH2 à Toul. Une ambulance est « soit un hôpital militaire ambulant, soit une formation sanitaire, équipé de voitures légères chargé des premiers soins des blessés » (Petit Robert). L’attaque française du 17 janvier 1915 au Bois le prêtre nécessite l’envoi d’une section du groupe de brancardiers à l’hôpital auxiliaire no 45 de Pont-à-Mousson où 85 blessés sont relevés. Le 8 février, l’A2 est déplacée au couvent des Moines à Dieulouard, elle fera office d’infirmerie de garnison. En mars, les formations se déplaceront, une demie section à Dieulouard, l’autre moitié à Maidières/Montauville et l’A1 vient à Belleville pour repartir ensuite à Pont-à-Mousson à l’école supérieure de Filles. L’A3 est au hameau Saint-Georges à Saizerais. En avril 1915, l’HOE (Hôpital Organisé d’Etape), l’hôpital d’évacuation vers l’intérieur du pays, est à Toul. Les blessés y sont acheminés depuis la gare de Dieulouard.
Le 27 avril 1915 la salle d’évacuation de Dieulouard, qui se tenait dans la salle des fêtes, est abandonnée du fait des lourds bombardements qui obligent à évacuer par la gare de Belleville. Le 2 mai 1915, l’ambulance no 3/64 (a priori une ambulance « prêtée » par la 64e DI) arrive à Belleville. Les blessés sont divisés en trois catégories :
- les blessés ou les malades qu’il y a intérêt à conserver à proximité ;
- ceux provenant des postes de secours répartis entre l’HA (hôpital auxiliaire) 45 de Pont-à-Mousson (ainsi qu’à Saint Charles et à la Nativité) et l’A2 de Dieulouard ;
- les blessés ou malades devant être évacués à l’H.O.E de Toul.
À cette date, la partie « centre d’évacuation » est composée de deux tentes Hébert, d'une baraque Adrian, de deux tentes tortoises et de différentes tonnelles destinées aux blessés qui attendent le train. Les blessés arrivent à un rythme effréné, 2 712 entre le 28 avril et le 31 juillet 1915, avec les 2 179 qui furent comptabilisés entre le 30 mars et le 11 avril de la même année, cela fait un total effroyable de près de 5 000, nombre toutefois bien en deçà des 22 000 blessés et des 7 000 morts que firent les combats du Bois le Prêtre, sur la seule période de janvier à août 1915. À partir du 7 août 1915, alors que cette terrible bataille est sur le point de prendre fin, l’ambulance chirurgicale no 9 est affectée à la 73e DI avec pour lieu de stationnement, l’hôpital de Belleville. Cette unité est installée essentiellement dans le parc, sauf les grands blessés, intransportables nécessitant une intervention immédiate, qui sont hospitalisés dans le château Variot lui-même. En août 1915, on trouve également plusieurs baraquements, dont quatre Faravian, implantés pour l’A3/64 avec cuisine, remise à matériel etc., ainsi qu’un service dédié aux blessés atteints de maladies contagieuses, un vaste dépôt de matériel sanitaire et un cimetière militaire sis derrière l’actuel cimetière civil. Un peu plus tard, à la fin de l’année 1915, la guerre des gaz fait rage un peu partout sur le front et la 73e se dote à Belleville d’un laboratoire de toxicologie. Pour l’accueillir, un nouveau baraquement est construit parallèlement à la ligne de chemin de fer.
Le 14 février 1916, la SSU2 de l’AAFS, c’est-à-dire la section no 2 d’ambulanciers volontaires américains quitte le secteur pour la Meuse, elle est remplacée par la section française d’ambulance automobile no 96 équipée de véhicules F.I.A.T. Un peu plus tard, le 4 juin 1916, l’AC9 quitte Belleville pour Bar-le-Duc à la disposition du Chef du Service Sanitaire de la 3e Armée Française. Ce point tend à montrer que malgré la proximité de la bataille de Verdun, engagée depuis plus de trois mois, l’activité militaire au Bois le Prêtre nécessita jusqu'à juin 1916 une antenne chirurgicale à proximité.
Au printemps 1916, on pratiquait à Belleville l’héliothérapie, c’est-à-dire un traitement des plaies, (amputation notamment) par l'irradiation solaire. On notera qu’en ce début de XXe siècle, cette méthode était assez couramment employée dans le traitement de la tuberculose osseuse. Dans son article consacré aux ambulanciers US volontaires au Bois-le-Prêtre en 1915, maître Charles François, Loup du Bois-le-Prêtre, évoque les hôpitaux militaires de Dieulouard, Belleville et Pont-à-Mousson : "Et ils (les ambulanciers américains) sillonnaient les routes et les chemins, passant partout, allant chercher les blessés à l'auberge Saint-Pierre, au Gros-chêne, au Père Hilarion, pour les conduire aux hôpitaux de Pont-à-Mousson, de Dieulouard et de Belleville" Charles François, (27 juin 1893-9 décembre 1980), fut notaire à Pont-à-Mousson. Il possédait avant guerre un bois au Bois le Prêtre même.

#### Édifice religieux
- Église médiévale Saint-Étienne XVe siècle/XVIe siècle comme le montrent la nef et les bas-côtés, remaniée XVIIIe siècle et XIXe siècle : mobilier XVIIIe siècle. Sa construction a été réalisée à partir d'un édifice plus ancien. Propriété de la commune, l'église a été classée monument historique en juin 2004[28]. Elle est de style gothique. Son clocher date de la fin du XVIIe- début XVIIIe siècle. Le chœur a été réalisé en 1868[29].

### Gastronomie
Belleville est située sur le territoire des IGP des Mirabelles de Lorraine et de la Bergamote de Nancy. La commune appartient également à l'AOR de l'Eau-de-vie Mirabelle de Lorraine.

### Personnalités liées à la commune
- Gaston Pierre de Lévis-Mirepoix, né à Belleville en 1699, militaire et diplomate devenu maréchal de France en 1757.

### Héraldique
| Blason de Belleville | Blason  | D'argent à l'olivier terrassé de sinople, accompagné en chef de deux tours de gueules, au chef d'azur chargé d'un lion léopardé d'or. |
| Blason de Belleville | Détails | Adopté en 1985, ce blason figure un lion "léopardé" et un arbre, un olivier, en souvenir des armes du baron Olivier, seigneur de Belleville, toujours visibles sur une pierre sculptée à l'entrée de la mairie, suivies de celles de Christine de Longeville. Les deux tours symbolisent les Saintignon qui eurent un rôle considérable. |